# 崔行可
崔行可（1527年—1579年），字仕甫，號見吾，四川順慶府南充縣人，民籍。

## 生平
治《易經》，十一月二十九日生，行一，由國子生中式四川鄉試第十名舉人，會試中式第三百二十名。年三十九歲中式嘉靖四十四年乙丑科第三甲第二十八名進士。刑部观政，本年六月授武昌府推官，隆慶二年（1568年）六月升户部主事，五年正月升郎中，万历二年（1574年）正月升西安府知府，三年二月丁忧。六年八月復除嘉兴府，七年卒。

## 家族
曾祖崔添景；祖崔時用；父崔繹，遇例冠帶，累封郎中；母彭氏，累封宜人。具慶下，妻李氏，弟久可；逵可；繼可；思可；與可；大可；述可。